# تاندزاور
تاندزاور (به ارمنی: Տանձավեր) یک سکونتگاه مسکونی در ارمنستان است که در استان سیونیک واقع شده‌است.  در  کیلومتری جنوب کاپان، مرکز استان سیونیک واقع شده است.

## خصوصیات
تاندزاور ۳٫۷۲ کیلومترمربع مساحت و ۲۱۱ نفر جمعیت دارد و در ارتفاع  متر بالاتر از سطح دریا قرار گرفته است.